# Gabrielle Graham

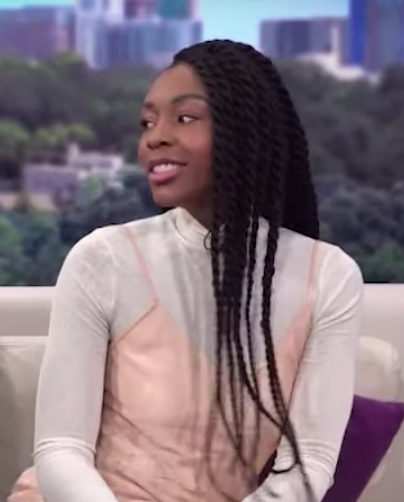
Gabrielle Graham, 2020

Gabrielle Graham ist eine kanadische Schauspielerin.

## Biografie
Gabrielle Graham ist die Tochter karibischer Eltern aus Montserrat und Jamaika und wuchs im Umland von Toronto in Kanada auf. Sie ging an die Milliken Mills High School und studierte bis 2015 an der York University in Toronto, bevor sie als Schauspielerin aktiv wurde. 2017 spielte sie in der Science-Fiction-Serie The Expanse und im gleichen Jahr auch in der Netflix-Serie 21 Thunder. Seitdem wirkt sie regelmäßig in Filmen und Serien mit, darunter als Parker in Die Berufung – Ihr Kampf für Gerechtigkeit 2018 und als Tabitha in In the Shadow of the Moon 2019. Größere Bekanntheit in den Vereinigten Staaten und in ihrer Heimat erzielte sie durch eine der Hauptrollen als Nia in der Serie Twenties im Jahr 2020, im gleichen Jahr spielte sie zudem in dem Science-Fiction-Horror-Film Possessor.
Sie erhielt eine Nominierung für einen Canadian Screen Award als beste Hauptdarstellerin in einem Fernsehfilm oder einer Miniserie bei den Canadian Screen Awards 2023 für ihre Leistung in dem Film Swindler Seduction.

## Filmografie
- 2017: The Expanse (Fernsehserie, Episode 2x02)
- 2017: Gatekeeper (Kurzfilm)
- 2017: 21 Thunder (Fernsehserie, 6 Episoden)
- 2017: Darken
- 2017: Kim’s Convenience (Fernsehserie, Episode 2x06)
- 2017: Christmas Wedding Planner (Fernsehfilm)
- 2018: The Bold Type – Der Weg nach oben (The Bold Type, Fernsehserie, Episode 2x06)
- 2018: A Billion Stars – Im Universum ist man nicht allein (Clara)
- 2018: Frankie Drake Mysteries (Fernsehserie, Episode 2x03)
- 2018: Die Berufung – Ihr Kampf für Gerechtigkeit (On the Basis of Sex)
- 2018: Hometown Holiday (Fernsehfilm)
- 2019: Long Shot – Unwahrscheinlich, aber nicht unmöglich (Long Shot)
- 2019: Lucky Day
- 2019: In the Shadow of the Moon
- 2020: Possessor
- 2020: The Wedding Planners (Fernsehserie, Episode 1x03)
- 2020: Tempted by Danger (Fernsehfilm)
- 2020: Marry Me This Christmas (Fernsehfilm)
- 2020–2021: Twenties (Fernsehserie, 18 Episoden)
- 2022: Relax, I’m from the Future
- 2022: Swindler Seduction (Fernsehfilm)
- 2024: The Madness (Miniserie, 8 Episoden)

## Belege
1. 1 2  Koliah Bourne: Canadian Actor and Twenties Co-Star Gabrielle Graham ia a Star on the Rise auf shiftermagazine.com, 21. Mai 2020; abgerufen am 9. Dezember 2024.
2. ↑  Angela Wilson: The Stars of Lena Waithe’s ‘Twenties’ Share Love And Life Advice To Their Younger Selves auf bet.com, 3. Mai 2020; abgerufen am 9. Dezember 2024.
3. ↑  Full List of 2023 Canadian Screen Awards Nominations for Bell Media auf bellmedia.ca, 22. Februar 2022; abgerufen am 9. Dezember 2024.

| Personendaten    | Personendaten                        |
| ---------------- | ------------------------------------ |
| NAME             | Graham, Gabrielle                    |
| KURZBESCHREIBUNG | kanadische Schauspielerin            |
| GEBURTSDATUM     | 20. Jahrhundert oder 21. Jahrhundert |